# Psychoda echinata
Psychoda echinata är en tvåvingeart som beskrevs av Quate 1967. Psychoda echinata ingår i släktet Psychoda och familjen fjärilsmyggor. Inga underarter finns listade i Catalogue of Life.